# Le ragazze di Blansky
Le ragazze di Blansky (Blansky's Beauties) è una serie televisiva statunitense in 13 episodi trasmessi per la prima volta nel corso di una sola stagione nel 1977. È uno spin-off della serie televisiva Happy Days (è il secondo spin-off dopo Laverne e Shirley nel 1976).

## Trama
Nancy Blansky era stata per lungo tempo una donna di spettacolo a Las Vegas (dagli anni '50) e prima donna di uno stuolo di bellissime showgirls. Oltre a mantenere l'ordine nel caotico complesso di appartamenti dove vivono tutti, Nancy mette in scena i numeri delle ragazze presso l'hotel Oasis. Anche se l'episodio di Happy Days in cui Nancy fa la sua prima apparizione è ambientato nei primi anni sessanta, Le ragazze di Blansky ha luogo nel 1977, anno di produzione della serie.
Emilio è il maître, il fidanzato di Nancy. Per aiutare a coprire i costi, Nancy condivide l'appartamento con Ethel Akalino (nota come Sunshine) e Bambi, insieme con i suoi nipoti Joey DeLuca, un coreografo, e il dodicenne Anthony DeLuca. Anthony cerca di continuo di impressionare Bambi, che con suo grande disappunto lo tratta come un fratello minore, come fanno quasi tutte le ragazze di Nancy.

## Episodi
| Stagione       | Episodi | Prima TV USA |
| -------------- | ------- | ------------ |
| Prima stagione | 13      | 1977         |

## Personaggi
- Nancy Blansky (13 episodi, 1977), interpretata da Nancy Walker.
- Bambi Benton (13 episodi, 1977), interpretata da Caren Kaye.
- Joey DeLuca (13 episodi, 1977), interpretato da Eddie Mekka.
- Anthony DeLuca (13 episodi, 1977), interpretato da Scott Baio.
- Arnold (13 episodi, 1977), interpretato da Pat Morita.
- Emilio (13 episodi, 1977), interpretato da Johnny Desmond.
- Lovely Carson (13 episodi, 1977), interpretata da Bond Gideon.
- Hillary S. Prentiss (13 episodi, 1977), interpretata da Taaffe O'Connell.
- Horace 'Stubbs' Wilmington (13 episodi, 1977), interpretato da George Pentecost.
- Jackie Outlaw (13 episodi, 1977), interpretato da Gerri Reddick.
- Arkansas (6 episodi, 1977), interpretata da Rhonda Bates.
- Ethel 'Sunshine' Akalino (6 episodi, 1977), interpretata da Lynda Goodfriend.
- Gladys 'Cochise' Littlefeather (6 episodi, 1977), interpretato da Shirley Kirkes.
- Sylvia Silver (6 episodi, 1977), interpretata da Antoinette Yuskis.
- Himself the Dog (5 episodi, 1977), interpretato da Black Jack.
- Misty Karamazov (5 episodi, 1977), interpretato da Jill Owens.
- Bridget Muldoon (3 episodi, 1977), interpretata da Elaine Bolton.
- Sindu (2 episodi, 1977), interpretato da Herb Edelman.
- Abdullah (2 episodi, 1977), interpretato da H.B. Haggerty.
- Marvin (2 episodi, 1977), interpretato da Fred Fox Jr..

## Produzione
La serie, ideata da Garry Marshall, Bob Brunner e Arthur Silver, fu prodotta da Miller-Milkis Productions e Paramount Television e girata negli studios della Paramount a Hollywood in California.

### Registi
Tra i registi della serie sono accreditati:
- Jerry Paris (8 episodi, 1977)
- Alan Rafkin (3 episodi, 1977)

## Distribuzione
La serie fu trasmessa negli Stati Uniti nel 1977 sulla rete televisiva ABC. In Italia è stata trasmessa con il titolo Le ragazze di Blansky.

## Lo spin-off
Nancy Walker in Happy Days interpreta Nancy Blansky, una cugina di Howard Cunningham in visita da Las Vegas, nell'episodio del 4 febbraio 1977. Blansky's Beauties debuttò la settimana successiva, il 12 febbraio 1977.

## Collegamenti con altre serie televisive
Il personaggio di Eddie Mekka, Joey DeLuca, è un cugino più giovane di Carmine Ragusa, personaggio dello stesso Mekka nella serie Laverne & Shirley ambientata negli anni cinquanta. Durante la produzione di Le ragazze di Blansky, Mekka continuò nel suo ruolo da protagonista in entrambe le serie. La stella della serie, Nancy Walker, aveva appena finito di girare diverse stagioni nella stessa situazione in cui era co-protagonista in simultaneamente in due diverse serie, McMillan e signora e Rhoda.
Nel primo episodio (Blansky's Biking Beauty") Joey presenta a Nancy Blansky la stunt motociclista Pinky Tuscadero (Roz Kelly) che viene ingaggiata per uno spettacolo di Nancy. Pinky indossa lo stesso vestito che indossa negli episodi che interpreta in Happy Days, anche se la capigliatura ha uno stile anni settanta. Il personaggio sembra non essere invecchiato affatto dopo i circa 20 anni passati da un'ambientazione all'altra.
Le ragazze di Blansky ha anche un collegamento con la serie Laverne & Shirley: nell'episodio Nancy Remembers Laverne Nancy ricorda di aver lavorato con una ragazza goffa di nome Laverne DeFazio (personaggio interpretato da Penny Marshall in Laverne & Shirley) intorno al 1957. Nancy aveva scoperto che, nonostante la sua goffaggine, Laverne era una grande ballerina e le aveva offerto un lavoro che lei aveva poi rifiutato.
Pat Morita, dopo il fallimento della sua serie Mr. T e Tina, fu aggiunto al cast nel ruolo di Arnold, il personaggio di Happy Days. Come con Pinky Tuscadero, sembrava non essere invecchiato dopo 20 anni. In Le ragazze di Blansky egli gestisce un coffee-shop. Morita si sarebbe riunito al cast di Happy Days, cinque anni dopo.
Dopo la fine di Le ragazze di Blansky, Lynda Goodfriend e Scott Baio si unirono al cast di Happy Days, all'inizio della stagione 1977-1978. Goodfriend e Baio, insieme con le ragazze di Blansky Caren Kaye, Shirley Kirkes e Elaine Bolton, interpretarono anche un pilot dal titolo Legs per la NBC nel 1978, utilizzando nomi dei personaggi diversi. Questo progetto fu rivisto ulteriormente e originò la serie Who's Watching the Kids nell'autunno dello stesso anno, della durata di mezza stagione.
Garry Marshall, creatore di Le ragazze di Blansky, Happy Days, Laverne & Shirley e Joanie Loves Chachi, ha un ruolo ricorrente come datore di lavoro di Nancy, l'enigmatico Mr. Smith.